# دورة حياة المنتج
في الصناعة، إدارة دورة حياة المنتج هي عملية إدارة دورة حياة المنتج برمتها بدءًا من إطلاقه، ومن ثم تصميمه وتصنيعه هندسيًا، إلى الخدمات والتخلص من المنتجات المصنَّعة. تشمل دورة حياة المنتج الأشخاص، والبيانات، والعمليات، وأنظمة العمل وتشكل ركيزة أساسية تقدم معلومات عن المنتج للشركات ومؤسساتها الموسَّعة.

## التاريخ
شكلت شركة أمريكان موتورز مصدر الإلهام لعملية الأعمال المزدهرة المعروفة حاليًا باسم دورة حياة المنتج. كان صانع السيارات يبحث عن طريقة لتسريع عملية تطوير منتجه لينافس أكبر المنافسين في عام 1985 بشكل أفضل، وفقًا لفرانسوا كاستينج، نائب رئيس هندسة المنتج وتطويره. بسبب افتقارها إلى «الميزانيات الضخمة التي تمتلكها شركة جينيرال موتورز، وفورد، ومنافسين آخرين... أكدت شركة أمريكان موتورز على البحث والتطوير لتعزيز دورة حياة منتجاتها الرئيسية (سيارات الجيب على وجه الخصوص)». بعد طرح سيارتها المدمجة من طراز جيب شيروكي (أكس أل)، والسيارة التي أطلقت سوق السيارات الرياضية متعددة الأغراض الحديث، بدأت شركة أمريكان موتورز بتطوير طراز جديد طُرح لاحقًا باسم جيب غراند شيروكي. كان الجزء الأول من سعي الشركة لتطوير منتجات أسرع هو نظام برمجيات للتصميم بمساعدة الحاسوب جعل المهندسين أكثر إنتاجية. أما الجزء الثاني من هذه الجهود فيتضمن نظام الاتصالات الجديد الذي أتاح حل النزاعات بشكل أسرع، بالإضافة إلى التقليل من التغييرات الهندسية المكلفة لأن كل الرسومات والوثائق كانت موجودة في قاعدة بيانات مركزية. كانت إدارة بيانات المنتج فعالة جدًا لدرجة أنه بعد شراء شركة كراسيلر لأمريكان موتورز، وُسع النظام ليشمل جميع أقسام الشركة ويربط جميع المعنيين بتصميم وبناء المنتجات. بصفتها الشركة المتبناة صاحبة السبق، تمكنت شركة كرايسلر من أن تصبح المنتِج الأخفض كلفة في عالم صناعة السيارات، وسجلت تكاليف تطويرية تعادل نصف التكاليف الاعتيادية لهذه الصناعة في منتصف تسعينيات القرن العشرين.
منذ عام 1982 وحتى 1983، طورت شركة روكويل الدولية مبادئ أولية في إدارة بيانات المنتج ودورة حياة المنتج ضمن برنامج بي 1- بي. عُزز النظام المسمى بنظام البيانات الهندسية ليربط بين الرؤية الحاسوبية وأنظمة برنامج كادام (بالإنجليزية: CADAM)‏ لتعقب الترتيبات الجزئية ودورة حياة المكونات والتجميعات. بدأت الرؤية الحاسوبية لاحقًا بتطبيق جوانب إدارة بيانات المنتج عندما كان نموذج دورة الحياة خاصًا بحاجات روكويل والفضاء الجوي.

## الأشكال
تساعد أنظمة إدارة دورة حياة المنتج المنظمات على التأقلم مع التعقيدات والتحديات الهندسية المتزايدة لتطوير منتجات جديدة للأسواق العالمية التنافسية.
يجب التمييز بين إدارة دورة حياة المنتج وإدارة دورة حياة المنتج في مجال التسويق. تصف إدارة دورة حياة المنتج الجانب الهندسي لمنتج ما، من تصنيفات وخصائص إدارية لمنتج خلال فترة تطوره وحياته المفيدة، بينما تشير إدارة حياة المنتج في مجال التسويق إلى الأدارة التجارية لحياة منتج ما في سوق العمل فيما يتعلق بالتكاليف ومقاييس المبيعات.
يمكن أن تُعتبر إدارة دورة حياة المنتج أحد أساسيات بنية تقنية المعلومات في شركة مصنعة. على جميع الشركات إدارة الاتصالات والمعلومات مع عملائها (إدارة علاقات العملاء)، وإدارة مورديها وتلبية متطلباتها (إدارة سلسلة الإمداد)، ومصادرها داخل الشركة (تخطيط موارد المؤسسة)، وتخطيط وتطوير المنتج.
يُطلق على أحد أشكال إدارة دورة حياة المنتج اسم إدارة دورة حياة المنتج المتمحورة حول الأشخاص. بينما تُطبق أدوات إدارة دورة حياة المنتج التقليدية فقط في مرحلة الإطلاق، تستهدف إدارة دورة حياة المنتج المتمحورة حول الأشخاص مرحلة التصميم.
بحلول عام 2009، أتاح التطور في تقنية الاتصالات والمعلومات (مشروع بروميس الممول من قبل الاتحاد الأوروبي 2004- 2008) لإدارة دورة حياة المنتج بتجاوز الشكل التقليدي لها ودمج بيانات استشعار و«بيانات أحداث دورة حياة المنتج» حقيقية، بالإضافة إلى السماح بإتاحة هذه المعلومة لأطراف عديدة في دورة الحياة الكلية لمنتج واحد (إغلاق حلقة المعلومات). أدى ذلك إلى توسيع إدارة دورة حياة المنتجات لتصبح إدارة دورة حياة مغلقة تمامًا.

## الفوائد
تتضمن الفوائد الموثقة لإدارة دورة حياة المنتج:
- تخفيض الوقت إلى السوق.
- زيادة المبيعات بالسعر الكامل.
- تحسين في جودة وموثوقية المنتج.
- تخفيض تكاليف النماذج المبدئية.
- طلب أكثر دقة وملائمة لوضع لوائح الأسعار.
- القدرة على تحديد فرص المبيعات المتوقعة وإسهامات العوائد بسرعة أكبر.
- التوفير عن طريق إعادة استخدام البيانات الأصلية.
- إطار عمل يسعى لتحسين المنتج.
- تقليل الهدر.
- التوفير من خلال التكامل التام لسير العمل الهندسي.
- التوثيق الذي من الممكن أن يساعد في إثبات الإذعان إلى توجيه الحد من المواد الخطرة وإلى المادة الحادية والعشرين من قانون اللوائح الفيدرالية.

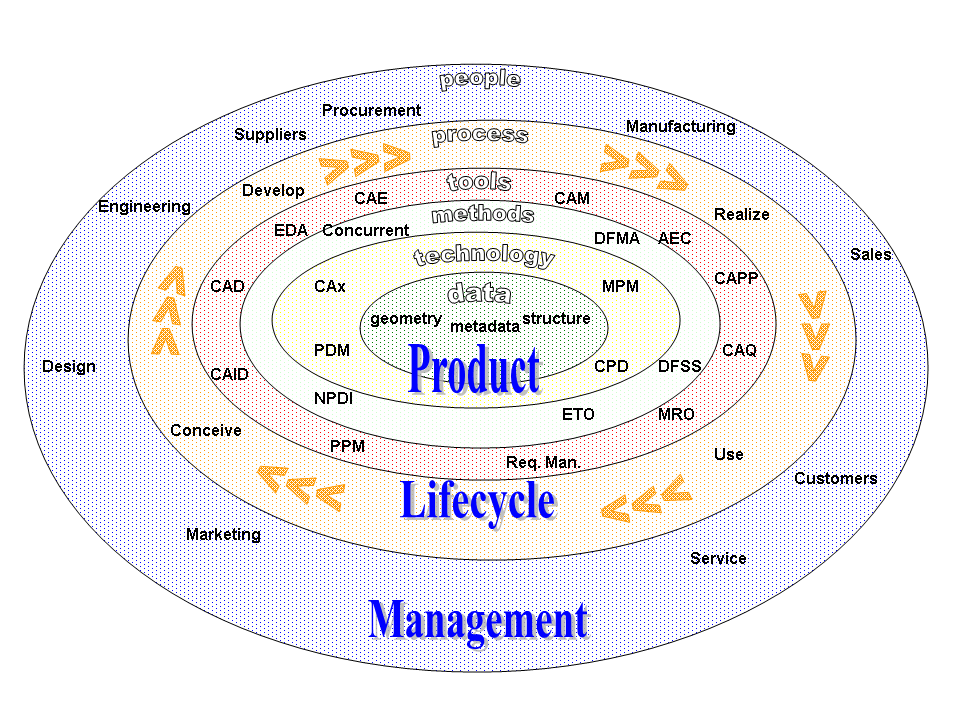
إدارة دورة حياة المنتج

- إدارة التغيرات الموسمية.
- زيادة التعاون في سلسلة التوريد.

## مقدمة إلى عملية التطوير
يُعتبر جوهر إدارة دورة حياة المنتج هو إنشاء إدارة مركزية لجميع بيانات المنتج والتقنية المستخدمة للوصول إلى هذه المعلومات والمعرفة. لإدارة دورة حياة المنتج مجال ظهر من أدوات مثل كاد (بالإنجليزية: CAD)، وكام (بالإنجليزية: CAM)، وإدارة بيانات المنتج، ولكن يمكن اعتبارها أنها دمج بين هذه الأدوات مع الطرائق، والأشخاص، والعمليات في جميع مراحل حياة المنتج. الأمر لا يقتصر على تقنية البرمجيات فقط بل هو إستراتيجية عمل أيضًا.
من أجل التبسيط، تُعرض المراحل الموصوفة ضمن إطار عمل هندسي متسلسل تقليدي. سيتنوع الترتيب المحدد للأحداث والمهمات وفقًا للمنتج والصناعة موضع الدراسة، ولكن العمليات الرئيسية هي:
- التحديد

 المواصفة

تصميم المفهوم
- التصميم

تصميم مفصّل
التصديق والتحليل (المحاكاة)

تصميم الأدوات
- الإدراك

صناعة الخطة
التصنيع
البناء/ التجميع

الاختبار (ضبط الجودة)
الأحداث الرئيسية الأساسية هي:
- الترتيب
- الفكرة
- البداية
- تجميد التصميم
- الإطلاق

ولكن الواقع أكثر تعقيدًا، إذ لا يمكن للأشخاص والأقسام العمل بشكل منفصل، ولا يمكن أن ينتهي نشاط ببساطة ليبدأ نشاط آخر. التصميم عملية تكرارية، عادة ما تحتاج التصاميم إلى أن تُحدد وفقًا لقيود تصنيعية أو متطلبات متضاربة. تعتمد ملائمة طلب عميل ما للخط الزمني على نوع الصناعة وفيما إذا كانت المنتجات مصممة حسب الطلب، أو مصممة بشكل هندسي، أو مجمعة حسب الطلب مثلًا.

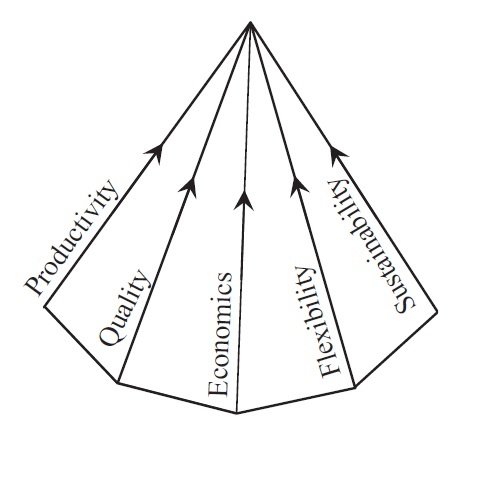
هرم أنظمة الإنتاج

## هرم أنظمة الإنتاج
وفقًا لملكوتي (2013)، توجد خمسة أهداف بعيدة المدى يجب أخذها بعين الاعتبار في أنظمة الإنتاج:
- التكلفة: التي يمكن قياسها بالوحدات النقدية وعادة ما تتكون من أسعار ثابتة ومتغيرة.
- الإنتاجية: التي يمكن قياسها بعدد المنتجات المنتجة خلال فترة زمنية معينة.
- الجودة: التي يمكن قياسها بمستويات رضا الزبون على سبيل المثال.
- المرونة: التي يمكن اعتبارها بأنها قدرة النظام على إنتاج مجموعة من المنتجات مثلًا.
- الاستدامة: التي يمكن قياسها من حيث السلامة البيئية، على سبيل المثال: التأثيرات البيولوجية والبيئية لنظام إنتاج ما.